# Felipe Souza Ferreyra
Felipe Souza Barros Ferreira (Ferros, Minas Gerais, Brasil, 21 de mayo de 1998) es un futbolista brasileño. Juega de delantero y su equipo actual es el FK Bylis de la Kategoria Superiore.

## Trayectoria
Souza Ferreyra hizo su debut profesional con la camiseta de Curicó Unido, habiendo hecho las inferiores en el club curicano, el 29 de septiembre de 2017, entrando desde la banca y jugando 64 minutos en la derrota de su equipo ante Deportes Antofagasta, por el Torneo de Transición de Primera División chileno 2017.
Luego de esto, prácticamente no es tomado en cuenta para ocupar un lugar en la cancha, por lo que a principios de 2019, Jaime Vera, quien fuera su técnico el año anterior en Curicó, lo llevó consigo a formar parte de su nuevo desafío, el OFI Creta de la Superliga griega, para que la joven promesa pueda obtener más minutos y regularidad en cancha.

## Clubes
| Club         | País    | Año         |
| ------------ | ------- | ----------- |
| Curicó Unido | Chile   | 2017 - 2018 |
| OFI Creta    | Grecia  | 2019 - 2021 |
| AE Kifisia   | Grecia  | 2021 - 2022 |
| FK Bylis     | Albania | 2022 -      |